# Тажибаев, Тулеген Тажибаевич
Тулеген Тажибаевич Тажибаев (каз. Төлеген Тәжібайұлы Тәжібаев; 1910, Шымкент, Сырдарьинская область — 14 июня 1964, Москва) — советский казахстанский общественный и государственный деятель, видный учёный-педагог, доктор педагогических наук, академик АН КазССР. Член КПСС с 1939 года.

## Биография
Родился в 1910 году в семье бедного пастуха. Происходит из подрода қарасирақ рода алгый племени конырат Среднего жуза. В 1917 году мальчик лишился семьи в результате голода и эпидемий. Его приютил железнодорожник И. Ф. Кабанов. Тулеген окончил семилетнюю школу, поступил в Чимкентский педагогический техникум, остался там преподавать.
В 1931 году по путевке комсомола был принят в Академию коммунистического воспитания им. Н. К. Крупской. После завершения учёбы в 1936 г. поступил в аспирантуру Академии по специальности «Психология».
Первый казах — профессиональный психолог, защитившим кандидатскую и докторскую диссертации в Ленинграде. Именно Тажибаев заложил фундамент для развития казахстанской психологической науки, открыв в 1947 году в КазГУ отделение психологии и логики. В фундаментальном научном труде «Об истории развития педагогики и психологии в конце XIX века в Казахстане» он писал о системной взаимосвязи и преемственности психолого-педагогических представлений традиционной «народной педагогики» и педагогики, основанной на результатах научных исследований великих ученых и просветителей — Абая, Ч.Валиханова и Ы. Алтынсарина.
В 1938—1940 гг. являлся доцентом кафедры педагогики и психологии Казахского пединститута им. Абая, затем — заведующим кафедрой.
В 1940—1942 гг. становится первым заместителем комиссара Народного просвещения республики, комиссаром народного просвещения,
В 1941—1944 гг. — заместитель председателя Совета Народных Комиссаров Казахской ССР.
В 1944—1948 гг. — министр иностранных дел республики.
В 1948—1953 — ректор Казахского государственного университета имени С. М. Кирова.
В 1953—1957 — заместитель председателя Совмина Казахской ССР.
В 1957—1961 гг. — на дипломатической работе.
В 1961—1964 гг. — заведующий кафедрой педагогики и психологии КазГУ им. С.Кирова.
Академик АН Казахской ССР (1954), доктор педагогических наук (1962), профессор (1949).

Надгробный памятник над могилой Толегена Тажибайулы в Центральном кладбище Алматы

Скончался 14 июня 1964 года в Москве, похоронен на Центральном кладбище Алма-Аты.